# Lecanora planaica
Lecanora planaica är en lavart som beskrevs av Helge Thorsten Lumbsch. 
Lecanora planaica ingår i släktet Lecanora och familjen Lecanoraceae. Inga underarter finns listade i Catalogue of Life.